# وین بن
وین بن (انگلیسی: Wayne Benn؛ زادهٔ ۷ اوت ۱۹۷۶) بازیکن فوتبال اهل بریتانیا است.
از باشگاه‌هایی که در آن بازی کرده‌است می‌توان به باشگاه فوتبال برافورد پارک آونیو، باشگاه فوتبال ویکفیلد، باشگاه فوتبال اوست تاون، و باشگاه فوتبال برادفورد سیتی اشاره کرد.